# Joachim Latacz

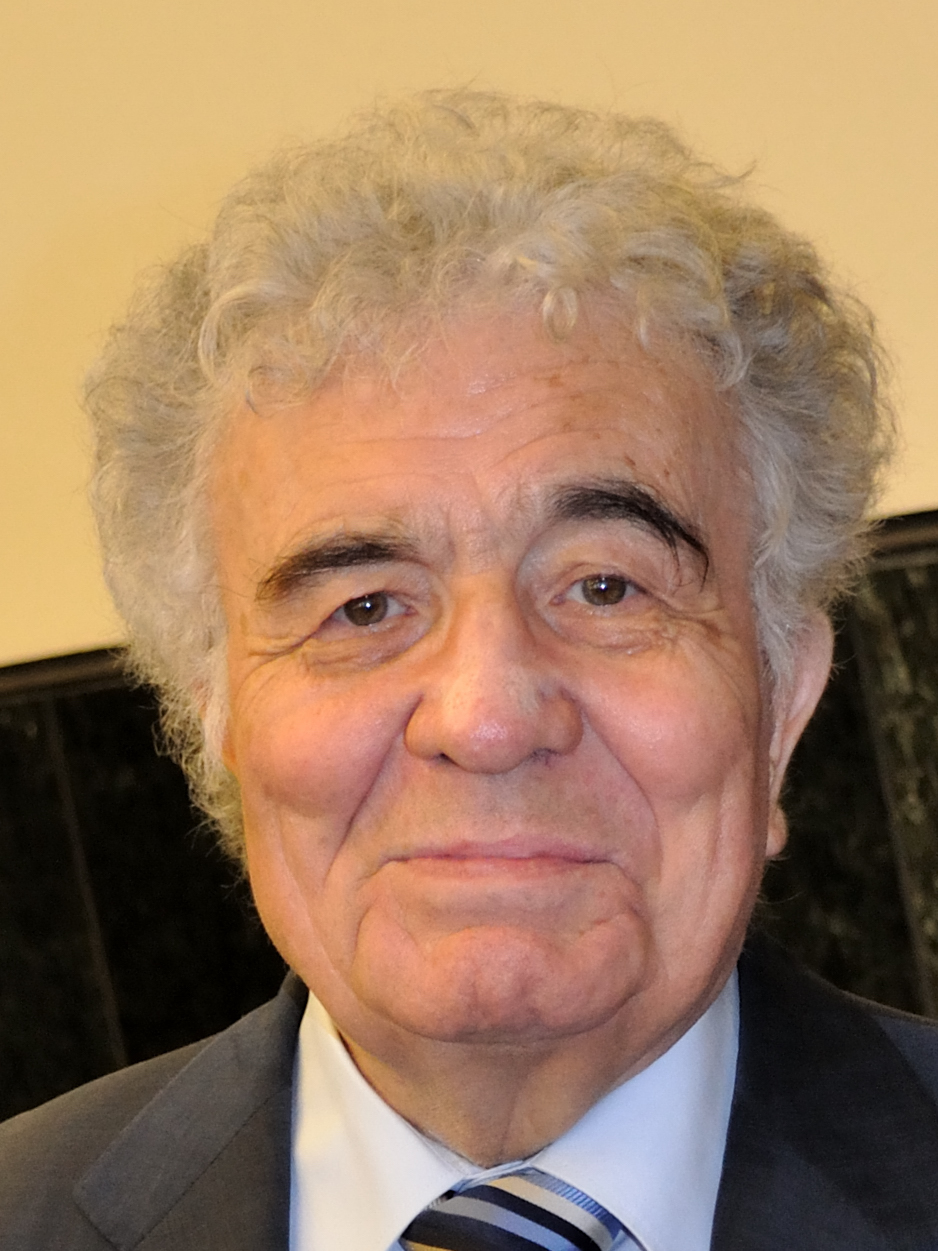
Joachim Latacz beim Bundeskongress des Deutschen Altphilologenverbandes 2010 in Freiburg im Breisgau

Joachim Latacz (* 4. April 1934 in Kattowitz) ist ein deutscher Altphilologe.

## Leben und Forschung
Joachim Latacz legte sein Abitur im Jahr 1953 an der Latina der Franckeschen Stiftungen in Halle an der Saale ab. Von 1953 bis 1956 studierte er Klassische Philologie, Indogermanistik, Alte Geschichte und Archäologie an der Martin-Luther-Universität Halle-Wittenberg. Von 1956 bis 1960 setzte er seine Studien in den Fächern Klassische Philologie, Alte Geschichte, Indogermanistik, Slawistik und Philosophie an der Freien Universität Berlin fort, wo er 1960 sein Erstes Staatsexamen ablegte. Von 1960 bis 1966 war er wissenschaftlicher Mitarbeiter am Thesaurus Linguae Graecae unter Bruno Snell und Hartmut Erbse an der Universität Hamburg.
Im Jahr 1963 wurde er bei Uvo Hölscher an der FU Berlin zum Dr. phil. promoviert. 1972 habilitierte er sich (geschätzt und gefördert von Ernst Siegmann) an der Universität Würzburg für Klassische Philologie und wurde dort 1978 zum außerordentlichen Professor ernannt. Kurz danach nahm er einen Ruf auf den Lehrstuhl für Klassische Philologie (Gräzistik) an der Universität Mainz an, von wo er 1981 auf den Lehrstuhl für griechische Sprache und Literatur und zum Institutsdirektor an der Universität Basel berufen wurde. 2002, zwei Jahre vor Erreichen der gesetzlichen Altersgrenze, ließ er sich dort emeritieren. Seit 1975 war Latacz Herausgeber der „Würzburger Jahrbücher für die Altertumswissenschaft“, zunächst zusammen mit Ernst Siegmann (1915–1981) und Günter Neumann (1920–2005). Zwei seiner Schüler sind Edzard Visser und Tamara Choitz.
Latacz war über 20 Jahre einer der wichtigsten Mitstreiter des Archäologen und Troja-Forschers Manfred Korfmann. Wiederholt verteidigte Latacz dessen umstrittene Hypothese, wonach der homerische Bericht über den Trojanischen Krieg grundsätzlich auf reale historische Ereignisse in der späten Bronzezeit zurückgehe, so zuletzt in der Auseinandersetzung mit Raoul Schrott. Außerdem war Latacz wie schon Albin Lesky (1971), den Latacz „einen einsamen Rufer in der Wüste“ nennt, ein leidenschaftlicher Verfechter der oral poetry-Theorie (vgl. Latacz, Hg., 1979), nimmt aber für Homer an, dass dieser frühgriechische Dichter am Übergang von der Mündlichkeit zur Schriftlichkeit stand, da sonst kaum die kunstvolle Architektonik beider Werke, der „Ilias“ und der „Odyssee“, zu erklären wäre. Im deutschsprachigen Raum stieß diese Theorie bisher nicht auf die nötige Resonanz, die bisher am plausibelsten die Formelhaftigkeit auf den verschiedensten Stufen, den Phrasen, den Formelversen und den typischen Szenen, zu erklären vermag.
Latacz ist Spezialist für frühgriechische Literatur und Kultur und gilt als einer der bedeutendsten Homer- und Epos-Experten im deutschen Sprachraum. Neben seiner Lehrtätigkeit ist er mit zahlreichen Publikationen (über 250 Aufsätze) zu Homer, frühgriechischer Literatur und auch zur attischen Tragödie in Erscheinung getreten. Zurzeit arbeitet er an einem Gesamtkommentar der Ilias, dem Basler Homer-Kommentar.
Am 11. Juli 2014 erhielt Latacz den Ausonius-Preis in Anerkennung seines wissenschaftlichen Gesamtwerks.

## Schriften (Auswahl)

### Monografien
- Zum Wortfeld „Freude“ in der Sprache Homers (= Bibliothek der klassischen Altertumswissenschaften. Bd. 17, ISSN 0067-8201). Winter, Heidelberg 1966 (Dissertation FU Berlin 1963).
- Kampfparänese, Kampfdarstellung und Kampfwirklichkeit in der Ilias, bei Kallinos und Tyrtaios (= Zetemata. H. 66). Beck, München 1977, ISBN 3-406-05156-1.
- Homer. Eine Einführung (= Artemis-Einführungen. Bd. 20). Artemis-Verlag, München u. a. 1985, ISBN 3-7608-1320-8 (2., durchgesehene Auflage als: Homer. Der erste Dichter des Abendlands. ebenda 1989; 3. Auflage. Artemis & Winkler, Düsseldorf u. a. 1997; 4., überarbeitete und durchgehend aktualisierte Auflag. ebenda 2003, ISBN 3-538-07157-8).
  - In italienischer Sprache als: Omero. Il primo poeta dell'Occidente (= Biblioteca universale Laterza. Vol. 314). G. Laterza, Rom u. a. 1990, ISBN 88-420-3592-0.
  - In niederländischer Sprache als: Homeros. De eerste dichter van het Avondland. SUN, Nijmegen 1991, ISBN 90-6168-332-7.
  - In englischer Sprache als: Homer. His art and his world. University of Michigan Press, Ann Arbor MI 1993, ISBN 0-472-10657-0.
  - In neugriechischer Sprache als: Όμηρος. Ο θεμελιωτής της ευρωπαϊκής λογοτεχνίας. Παπαδήμας, Αθήνα 2000, ISBN 960-206-452-8.
  - In türkischer Sprache als: Homeros. Batının ilk ozanı. Homer Kitabevi, İstanbul 2001, ISBN 975-8293-23-0).
- mit Bernhard Kytzler und Klaus Sallmann: Klassische Autoren der Antike. Literarische Porträts von Homer bis zu Boethius. Insel-Verlag, Frankfurt am Main u. a. 1992, ISBN 3-458-16209-7.
- Einführung in die griechische Tragödie (= Uni-Taschenbücher 1745). Vandenhoeck und Ruprecht, Göttingen 1993, ISBN 3-8252-1745-0 (2., durchgehend aktualisierte Auflage. ebenda 2003).
  - In türkischer Sprache als: Antik Yunan tragedyalari tüm oyunlar. Tarihçe, inceleme, yorum (= Mitos Boyut yayınları tiyatro. Kültür dizisi 68, ZDB-ID 2201526-7).  Mitos-Boyut Yayinlari, İstanbul 2006.
- Erschließung der Antike. Kleine Schriften zur Literatur der Griechen und Römer. Herausgegeben von Fritz Graf, Jürgen von Ungern-Sternberg, Arbogast Schmitt unter Mitwirkung von Rainer Thiel. Teubner, Stuttgart/Leipzig 1994, ISBN 3-519-07425-7.
- Achilleus. Wandlungen eines europäischen Heldenbildes (= Lectio Teubneriana 3). Teubner, Stuttgart/Leipzig 1995, ISBN 3-519-07552-0 (2. Auflage, unveränderter Neudruck der Erstauflage. ebenda 1997, ISBN 3-519-17552-5).
- mit Bernhard Kytzler und Klaus Sallmann: Kleine Enzyklopädie der antiken Autoren. Literarische Porträts von Homer bis Boethius (= Insel-Taschenbuch 1856). Insel-Verlag, Frankfurt am Main u. a. 1996, ISBN 3-458-33556-0.
- Fruchtbares Ärgernis. Nietzsches „Geburt der Tragödie“ und die gräzistische Tragödienforschung (= Basler Universitätsreden. Bd. 94). Helbing und Lichtenhahn, Basel 1998, ISBN 3-7190-1727-3.
- Troia und Homer. Der Weg zur Lösung eines alten Rätsels. Koehler & Amelang, München u. a. 2001, ISBN 3-7338-0229-2 (2. Auflage. ebenda 2001; 3., durchgesehene und verbesserte Auflage. ebenda 2001; 5., aktualisierte und erweiterte Auflage. ebenda 2005, ISBN 3-7338-0332-9; 6., aktualisierte und erweiterte Auflage. ebenda 2010, ISBN 978-3-7338-0332-2).
  - In spanischer Sprache als: Troya y Homero. Hacia la resolución de un enigma (= Colección Imago mundi. Vol. 28). Ediciones Destino, Barcelona 2003, ISBN 84-233-3487-2.
  - In englischer Sprache als: Troy and Homer. Towards a solution of an old mystery. Oxford University Press, Oxford u. a. 2004, ISBN 0-19-926308-6.
  - In neugriechischer Sprache als: Η Τροία και ο Όμηρος. Ο δρόμος για τη λύση ενός παλιού αινίγματος. Πατακε, Αθήνα 2005.
  - In türkischer Sprache als: (in Bearbeitung).

### Herausgeberschaft (Bücher)
- Homer. Tradition und Neuerung (= Wege der Forschung. Bd. 463). Wissenschaftliche Buchgesellschaft, Darmstadt 1979, ISBN 3-534-06833-5.
- Griechische Literatur in Text und Darstellung. Band 1: Archaische Periode (von Homer bis Pindar). (= Universal-Bibliothek 8061). Reclam, Stuttgart 1991, ISBN 3-15-008061-4 (2., durchgesehene und verbesserte Auflage. ebenda 1998).
- Homer. Die Dichtung und ihre Deutung (= Wege der Forschung. Bd. 634). Wissenschaftliche Buchgesellschaft, Darmstadt 1991, ISBN 3-534-09217-1.
- Zweihundert Jahre Homer-Forschung. Rückblick und Ausblick (= Colloquium Rauricum 2). Teubner, Stuttgart u. a. 1991, ISBN 3-519-07412-5.
- Homer. Der Mythos von Troia in Dichtung und Kunst. Hirmer, München 2008, ISBN 978-3-7774-3965-5 (Wissenschaftlicher Begleitband zur Homer-Ausstellung Basel-Mannheim 2008/09).

### Herausgeberschaft (Zeitschriften, Reihen)
- Würzburger Jahrbücher für die Altertumswissenschaft. 1975–1998, ISSN 0342-5932.
- Studia Troica. Seit 1991, ISSN 0942-7635.
- Homers Ilias. Gesamtkommentar. Seit 2000.